# نبرد اول فلوجه
نبرد اول فلوجه نبردی بود میان نیروهای آمریکایی در عراق علیه پیکارجویان و غیرنظامیان شهر فلوجه عراق. این نبرد در تاریخ ۴ آوریل ۲۰۰۴ آغاز شد و در ۱ مه همان سال با آزادسازی فلوجه پایان یافت
در این نبرد ۱۸۴ پیکارجو و ۶۱۶ شهروند غیرنظامی عراقی که اکثرشان خانواده بعثی‌ها بودند ،توسط آمریکائیان کشته شدند.